# Grundwasser (Landwasser)
Das Grundwasser, auch Grundbach oder Hinteres Wasser, ist ein fünf Kilometer langer Bach, der durch das Dorf Eibau fließend in Oderwitz in das Landwasser mündet. Seine Quelle befindet sich auf der Südostflanke des Kottmars. In der Mitte seines Laufes gibt es mehrere Brunnen, die das unterirdische Wasser für die Trinkwasserversorgung von Neugersdorf sammeln.
Der Bach gehört zu den Gewässern, die die häufigen Niederschläge in seinem schwach bewaldeten Einzugsgebiet aufnehmen und in das stark besiedelte Landwassertal weiterleiten. Durch zahlreiche heftige Regenfälle kam es in den vergangenen Jahrhunderten dadurch immer wieder zu verheerenden Überschwemmungen. So berichtet etwa Korschelt in seiner Chronik von Oderwitz von einem Hochwasser 1880, das Schäden am querenden Eisenbahndamm, an Feldern und Gebäuden verursachte und mehrere Menschenleben forderte.